# Acantholaimus setosus
Acantholaimus setosus är en rundmaskart som beskrevs av Vitiello 1970. Acantholaimus setosus ingår i släktet Acantholaimus och familjen Comesomatidae. Inga underarter finns listade i Catalogue of Life.